# Grevillea ramosissima
Grevillea ramosissima là một loài thực vật có hoa trong họ Quắn hoa. Loài này được (R.Br.) Meisn. miêu tả khoa học đầu tiên năm 1855.